# 阿吕迪
阿吕迪（法語：Arudy，法語發音：[aʁydi]）是法国大西洋比利牛斯省的一个市镇，位于该省东南部，属于奥洛龙-圣玛丽区。

## 地理
阿吕迪（43°6'22"N, 0°25'41"W）面积28.23 平方千米，位于法国新阿基坦大区大西洋比利牛斯省，该省份为法国东南部省份，涵盖了贝阿恩与北巴斯克，西临大西洋比斯開灣，北至朗德省，东北接热尔省，东临上比利牛斯省，南与西班牙接壤。
与阿吕迪接壤的市镇（或旧市镇、城区）包括：塞维尼亚克-梅拉克、贝斯卡特、比耶尔、比济耶、比济、伊泽斯特、卢维瑞宗、奥洛龙-圣玛丽。

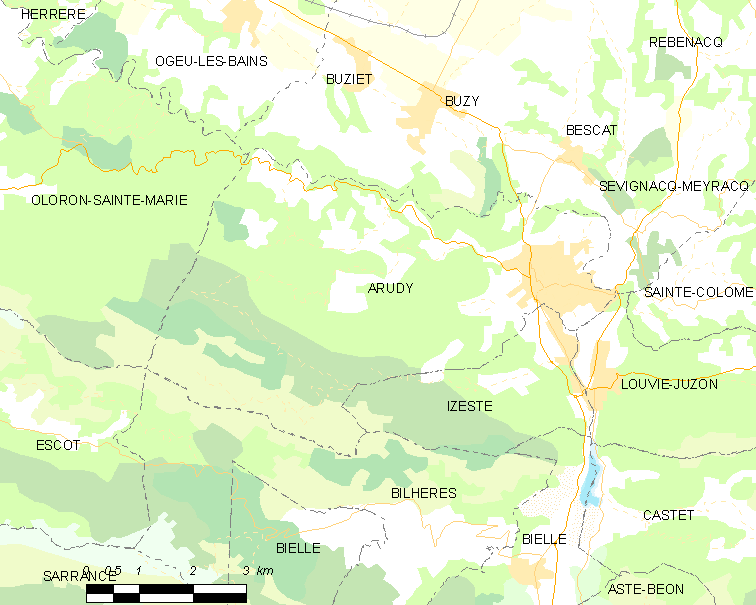
阿吕迪的OSM定位图

阿吕迪的时区为UTC+01:00、UTC+02:00（夏令时）。

## 行政
阿吕迪的邮政编码为64260，INSEE市镇编码为64062。

## 政治
阿吕迪所属的省级选区为奥洛龙-圣玛丽第二县。

## 人口

1962-2008年间阿吕迪人口变化图示

阿吕迪于2022年1月1日时的人口数量为2238人。